# Большие каникулы
«Большие каникулы» — бравурная кинокомедия франко-итальянского производства, снятая в 1967 году режиссёром Жаном Жиро, при участии Луи де Фюнеса и английского актёра Ферди Майна (Ferdy Mayne). Во Франции фильм получил приз симпатий телезрителей «Золотой билет» (1967).

## Сюжет
Мсье Боскье (Луи де Фюнес), директор престижной частной школы-интерната, чувствует себя опозоренным, узнав, что его старший сын Филипп провалил экзамен по английскому языку. Боскье решает на время летних каникул отправить сына по языковому обмену в Великобританию, в шотландскую семью, чтобы он улучшил там свой английский. На время его отсутствия в семье Боскье поселится шотландская школьница Ширли Мак-Фаррелл, которая, в свою очередь, будет совершенствоваться во французском.
Однако Филипп не так уж горит желанием ехать куда-то — у него с друзьями намечается летнее путешествие на яхте, о котором он давно мечтал. В Великобританию вместо себя он отправляет своего школьного друга Мишоне. Оказавшись там, Мишоне заболевает вскоре от непривычной британской еды. Мсье Боскье приезжает навестить своего больного якобы сына и, конечно, обман тут же раскрывается. В это же время его настоящий сын и эта самая их гостья, девчонка-шотландка, вместе весело проводят время где-то на яхте. Боскье тут же отправляется на их поиски — ведь отец Ширли, мистер Мак-Фаррелл (Ферди Майн), того и гляди явится к ним домой, чтобы проведать дочку.

## В ролях
- Луи де Фюнес / Louis de Funès — Шарль Боскье, директор частной гимназии
- Клод Жансак / Claude Gensac — Изабель Боскье, жена Шарля Боскье
- Ферди Мэйн / Ferdy Mayne — Мак-Фаррелл, шотландец, производитель виски
- Оливье де Фюнес / Olivier de Funès — Жерар Боскье, младший сын директора гимназии
- Мартина Келли / Martine Kelly — Ширли Мак-Фаррелл, дочь Мак-Фаррела
- Франсуа Лечча / François Leccia — Филипп Боскье, старший сын директора
- Морис Риш / Maurice Risch — Стефан Мишоне, друг Филиппа, поехавший в Лондон
- Марио Давид / Mario David — назойливый водитель
- Жак Динам / Jacques Dynam — доставщик угля
- Ги Гроссо — Шастене, преподаватель
- Ги Делорм / Guy Delorme — моряк в бистро
- Доминик Зарди / Dominique Zardi

## Релиз на видео
В России фильм выпущен на VHS фирмой «ОРТ видео».